# Ultraviolat
L'ultraviolat, radiació ultraviolada o llum ultraviolada (UV) és la radiació electromagnètica amb una longitud d'ona menor que la de la llum visible i major que la dels raigs X. La seva longitud d'ona fa aproximadament de 400 a 15 nanòmetres i presenta energies d'entre 3 i 124 eV. Se'n diu ultraviolat, que significa 'més enllà del violeta' (del llatí ultra), perquè el violeta és el color visible amb la longitud d'ona més curta i la de la radiació ultraviolada encara és més curta.

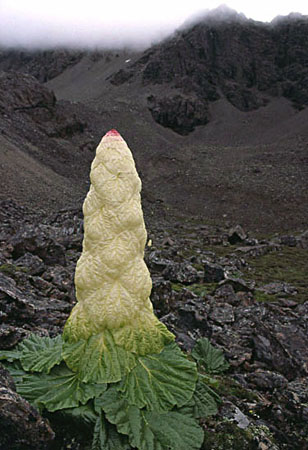
Rheum nobile és una espècie de ruibarbre, originari de l'Himàlaia, que pot viure a grans altures (entre 4.000 i 4.800 metres) gràcies al fet que ha desenvolupat un sistema que li permet de filtrar la radiació ultraviolada. El seu recobriment el formen bràctees translúcides que deixen passar la llum visible i provoquen, a més a més, un efecte hivernacle que la protegeixen del fred i, alhora, filtren els raigs UV, que la matarien

La radiació ultraviolada fa part de les radiacions solars i també n'emeten els arcs elèctrics i alguns tipus de làmpades que produeixen llum negra. Atès que es tracta d'una radiació ionitzant, pot provocar reaccions químiques i la fluorescència de certes substàncies. Aquest tipus de radiació és nociu per a la salut, fan que la pell es colori però també poden causar càncers cutanis com el melanoma, l'envelliment prematur de la pell (arrugues), cremades, cataractes, etc.

## Descobriment
Es descobrí la radiació ultraviolada en observar l'enfosquiment de les sals d'argent quan són exposades a la llum del sol. El 1801 el físic alemany Johann Wilhelm Ritter va observar que una radiació invisible situada just després de la violeta, el final de l'espectre visible, era especialment efectiva a l'hora d'enfosquir papers impregnats de clorur d'argent. Ritter va anomenar aquesta radiació «raigs desoxidants» per ressaltar-ne la reactivitat química i diferenciar-los dels «raigs calents» (infraroigs) situats més enllà de l'altre extrem de l'espectre visible. La denominació «raigs químics» es va imposar i mantenir tot el segle xix. Després, les denominacions «raigs calents» i «químics» van anar sent substituïdes «radiació infraroja» i «ultraviolada».

## Origen del terme
El terme ultraviolat significa 'més enllà del violat' (del llatí ultra, 'més enllà de'). El violat és el color de les longituds d'ona més curtes de la llum visible. La llum ultraviolada té una longitud d'ona encara més curta que la llum violada.

## Subtipus
L'espectre electromagnètic de la radiació ultraviolada pot ser subdividit de maneres diferents. La norma ISO per a la radiació solar estableix aquests rangs:
| Nom                                                           | Abreviació | Longitud d'ona en nanòmetres | Energia per fotó |
| ------------------------------------------------------------- | ---------- | ---------------------------- | ---------------- |
| Ultraviolat A, ones llargues, o llum negra                    | UVA        | 400 nm – 315 nm              | 3,10 – 3,94 eV   |
| Ultraviolat proper                                            | NUV        | 400 nm – 300 nm              | 3,10 – 4,13 eV   |
| Ultraviolat B o ones mitjanes                                 | UVB        | 315 nm – 280 nm              | 3,94 – 4,43 eV   |
| Ultraviolat mitjà                                             | MUV        | 300 nm – 200 nm              | 4,13 – 6,20 eV   |
| Ultraviolat C, ones curtes, o radiació ultraviolada germicida | UVC        | 280 nm – 100 nm              | 4,43 – 12,4 eV   |
| Ultraviolat llunyà                                            | FUV        | 200 nm – 122 nm              | 6,20 – 10,2 eV   |
| Ultraviolat de buit                                           | LUB        | 200 nm – 10 nm               | 6,20 – 124 eV    |
| Ultraviolat extrem                                            | EUV        | 121 nm – 10 nm               | 10,2 – 124 eV    |

En alguns camps com la fotolitografia o la tecnologia làser, també s'utilitza el concepte ultraviolat profund o DUV per a fer referència a longituds d'ona inferiors a 300 nm. El nom "ultraviolat de buit" il·lustra el fet que aquesta radiació és absorbida per l'aire i cal utilitzar-la al buit. Com que. dins dels límits de les ones llargues (entre 150 i 200 nm), l'oxigen és el principal absorbidor, per a poder treballar amb radiació de buit s'utilitza una atmosfera sense aquest element. Se sol treballar en ambients amb nitrogen pur per tal d'evitar haver de recórrer a les cambres de buit.
El sol emet radiació UV en les formes UVA, UVB i UVC però a causa de l'absorció per part de l'atmosfera terrestre, el 99% dels raigs ultraviolats que arriben a la superfície de la Terra són del tipus UVA. La radiació UVC no arriba a la Terra perquè és absorbida per l'oxigen i l'ozó de l'atmosfera; i de la radiació UVB, que és absorbida parcialment per l'ozó, n'arriba poca a la superfície de la Terra.

### Fonts naturals

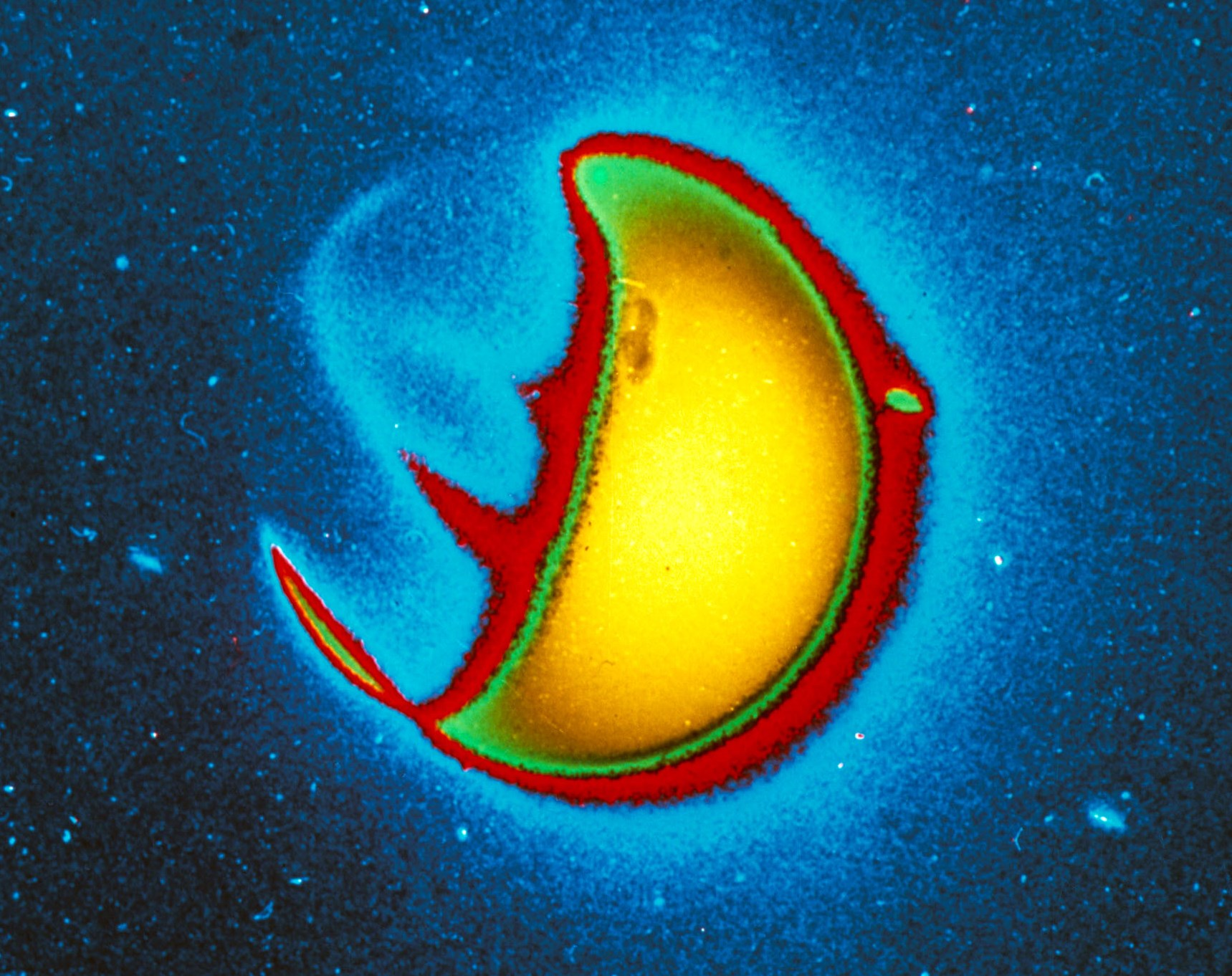
Imatge de la Terra en llum ultraviolada presa des de la superfície de la Lluna. La part diürna reflecteix molta llum UV del Sol, mentre que la part nocturna presenta bandes d'emissió d'UV de l'aurora generada per partícules amb càrrega

### Làmpada de Wood

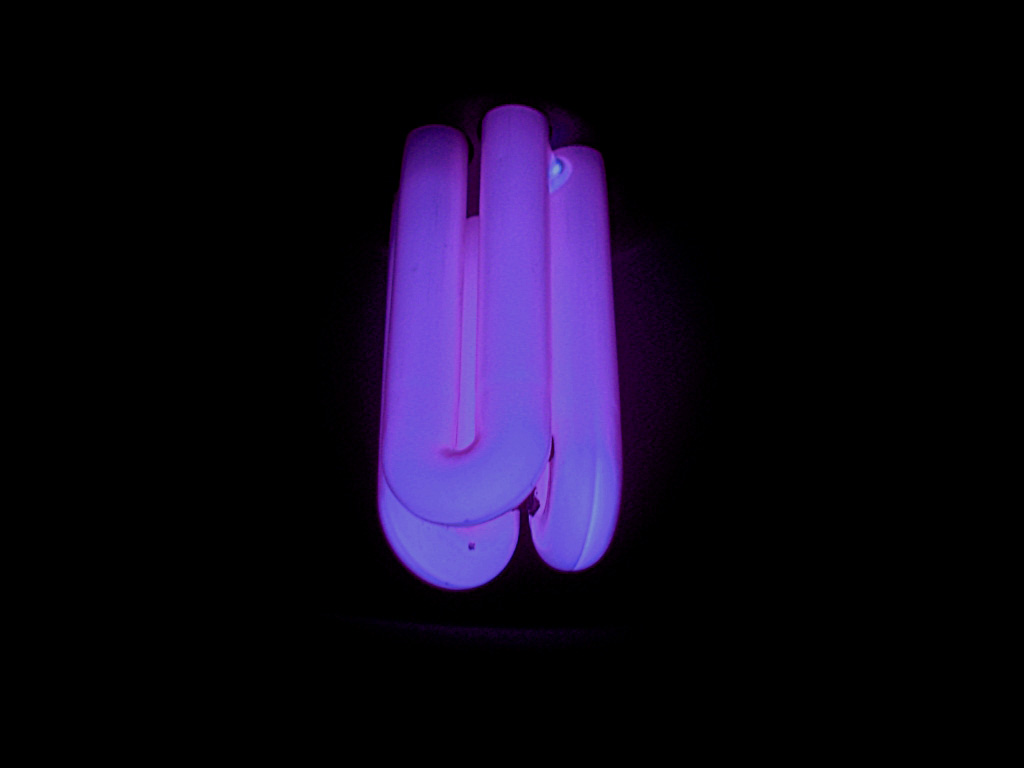
Una làmpada de llum negra. Els nostres ulls veuen una llum violeta que és una petita fracció visible de la radiació produïda

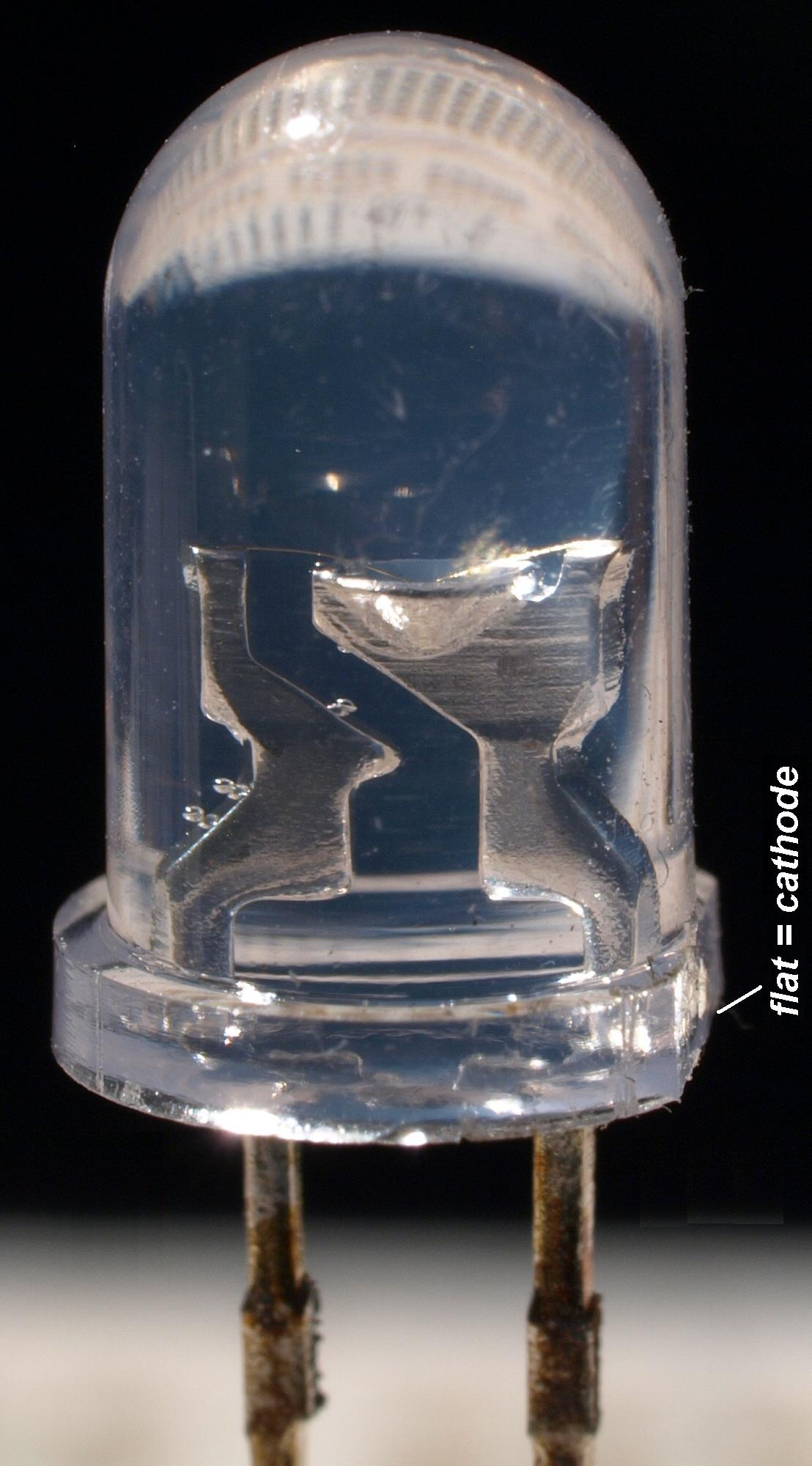
Un díode LED de llum ultraviolada

## Degradació dels polímers, pigments i tints

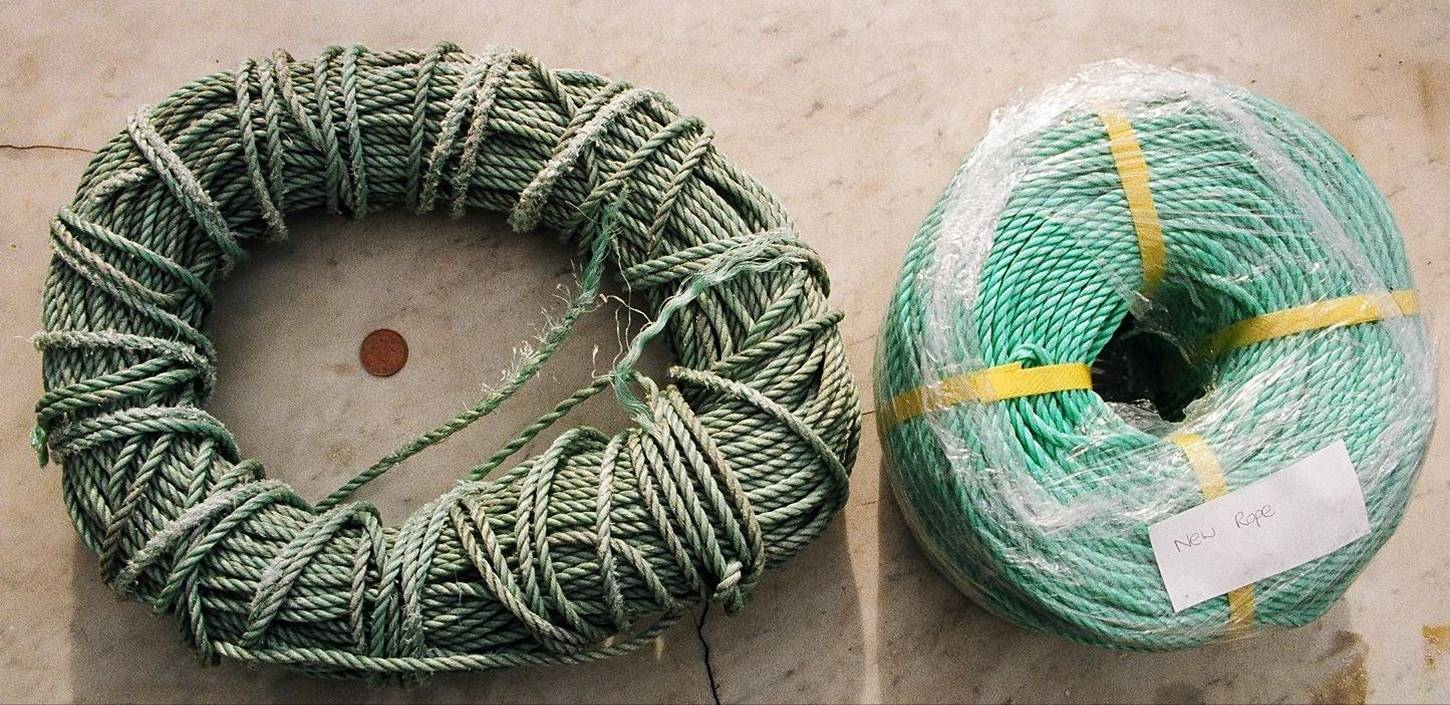
La imatge mostra la comparació entre una corda de polipropilè degradada per la radiació ultraviolada (esquerra) amb una corda nova no afectada (dreta)